# 유패 (건양효후)
유패(劉霸, ? ~ ?)는 전한의 제후로, 노효왕의 손자이다.

## 행적
아버지 유수의 뒤를 이어 건양후(建陽侯)에 봉해졌다.
시호를 효라 하였고, 아들 유병이 작위를 이었다.

## 출전
- 반고, 《한서》 권15하 왕자후표 下

| 선대 아버지 건양절후 유함 | 전한의 건양후 ? ~ ? | 후대 아들 유병 |